# Ahetze
Ahetze – miejscowość i gmina we Francji, w regionie Nowa Akwitania, w departamencie Pireneje Atlantyckie.
Według danych na rok 1990 gminę zamieszkiwało 1069 osób, a gęstość zaludnienia wynosiła 101 osób/km² (wśród 2290 gmin Akwitanii Ahetze plasuje się na 401. miejscu pod względem liczby ludności, natomiast pod względem powierzchni na miejscu 1023.).
| 1901 | 1962 | 1968 | 1975 | 1982 | 1990 | 1999 | 2005 |
| ---- | ---- | ---- | ---- | ---- | ---- | ---- | ---- |
| 550  | 479  | 484  | 567  | 869  | 1069 | 1318 | 1452 |